# Mattias Ljungberg
Mattias Ljungberg, född 1973, är en svensk konditor.  Ljungberg var deltagare i Svenska kocklandslaget när det år 2004 och 2012 tog hem OS. . År 2006 utnämndes han till Årets konditor. Han driver Tössebageriet i Stockholm och blev känd för en bredare publik när han lanserade semmelwrappen. Han har varit ansvarig för bröllopstårtan på bland annat bröllopet mellan prins Carl Philip och prinsessan Sofia. Han sitter i expertjuryn för programmet Det stora tårtslaget på TV4. . 

### Fotnoter
1. ↑  http://www.dn.se/nyheter/sverige/os-guld-mattias-komponerade-fn-bakelsen/
2. ↑  http://www.aretskonditor.se/tidigare-tavlingar/
3. ↑  http://www.tv4.se/det-stora-tårtslaget/artiklar/de-skapar-magiska-tårtor-i-det-stora-tårtslaget-56fa94e2b9a9f6a61e0003cd